# 約阿尼娜

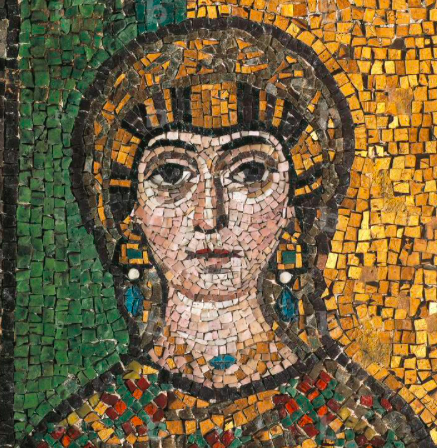
約阿尼娜的半身像，該鑲嵌畫保存於拉文納聖維他教堂

约阿尼娜（希腊语：Iωάννινα，出生于约530年），也稱为乔安尼娜 ，是一位東羅馬帝國贵妇，是帝國将军贝利撒留和他的妻子安东尼娜的女儿。
约阿尼娜还于547年至548年与阿纳斯塔修斯有过短暂婚姻。阿纳斯塔修斯是阿纳斯塔修斯·萨比尼安努斯的儿子，阿纳斯塔修斯于517年担任执政官，也是狄奥多拉皇后（查士丁尼一世的妻子）的孙儿。约阿尼娜也被认为可能是希腊城市约阿尼纳的名字来源。

## 早年生活
约阿尼娜出生于公元530年左右，很可能出生在今土耳其。约阿尼娜是東羅馬将军贝利萨留与狄奥多拉皇后的朋友安东尼娜的女儿。贝利萨留是皇帝查士丁尼一世军队的主要指挥官。约阿尼娜是贝利萨留和安东尼娜唯一确认的孩子，但她至少有两个同父异母的兄弟姐妹，分别是弗提乌斯和一位嫁给伊尔迪格尔的未透露姓名的妹妹，他们都是安东尼娜与前夫所生。约阿尼娜还有一个繼弟狄奥多西，他是贝利萨留的教子。

## 与阿纳斯塔修斯结婚

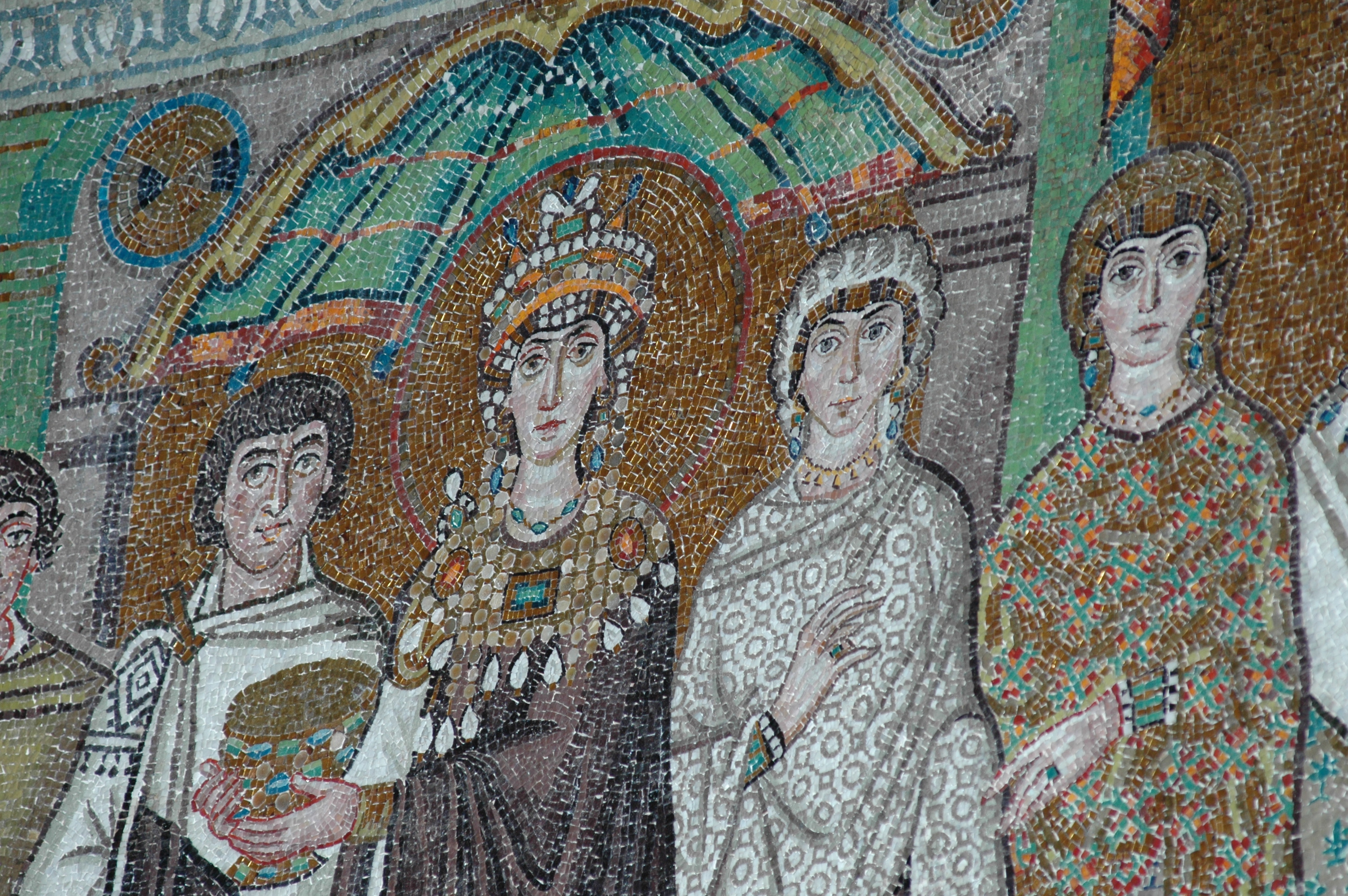
左至右：狄奥多拉（中）、安東尼娜、約阿尼娜

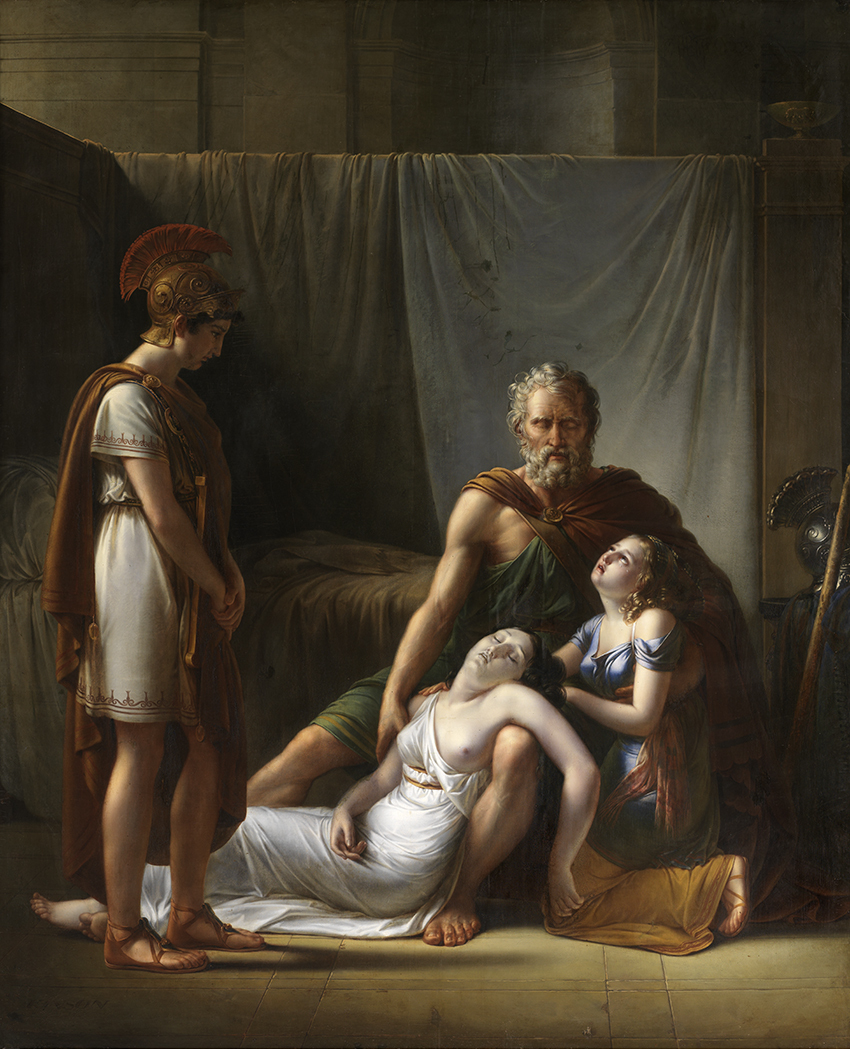
《安東尼娜之死》，可見約阿尼娜身穿的藍色衣服。（弗朗索瓦·金松繪於約1817年）

约阿尼娜是贝利萨留唯一的孩子，也是他巨额财产的继承人，这些财产是贝利萨留从意大利哥德戰爭和北非的汪達爾戰爭中获得的。狄奥多拉皇后希望利用这笔财富，于544年安排其孙子阿纳斯塔修斯与约阿尼娜结婚。阿纳斯塔修斯是517年执政官阿纳斯塔修斯·萨比尼安努斯的儿子。
安东尼娜反对这桩婚事，也反对由此与狄奥多拉结成的政治联盟。她和贝利萨留都试图在意大利拖延婚事。然而，狄奥多拉却决心继续这桩婚事，她知道约阿尼娜是贝利萨留唯一的女儿，也是他唯一的继承人。安东尼娜和贝利萨留远在意大利，狄奥多拉向约阿尼娜施压，强迫她与阿纳斯塔修斯私自交往。约阿尼娜被阿纳斯塔修斯羞辱，后者对她进行性暴力并强奸了她。狄奥多拉随后安排了两人的婚礼，当时安东尼娜和贝利萨留仍然缺席。尽管是被迫开始的，约阿尼娜和阿纳斯塔修斯最终发展出了一段爱情关系。
这段婚姻维持了八个月，直到皇后于548年6月去世，贝利萨留和安东尼娜也于同一时间返回君士坦丁堡。安东尼娜说服贝利萨留与她一起废除婚约，因此她受到了贵族的广泛批评，他们认为安东尼娜对狄奥多拉给予她的支持忘恩负义。由于约阿尼娜被阿纳斯塔修斯可耻地强奸，她的名声从此受损，这极大地损害了她再婚的机会。关于约阿尼娜在婚约废除后的生活，几乎没有任何证据，也不清楚她是否再婚或生子。有可能（尽管可能性不大）约阿尼娜是安东尼娜孙女的母亲，而她曾受到曾任的黎波里塔尼亚总督塞尔吉乌斯将军的追求。

## 约阿尼纳
约阿尼纳是位于希腊西北部的伊庇鲁斯的市镇，据信由皇帝查士丁尼一世于6世纪左右建立。根据该城的建城史记载，约阿尼纳以约阿尼娜命名，可能象征着查士丁尼与贝利萨留之间的政治联盟。这座城市以及附近的约阿尼纳城堡，可能都以约阿尼娜命名。